# Ntombi

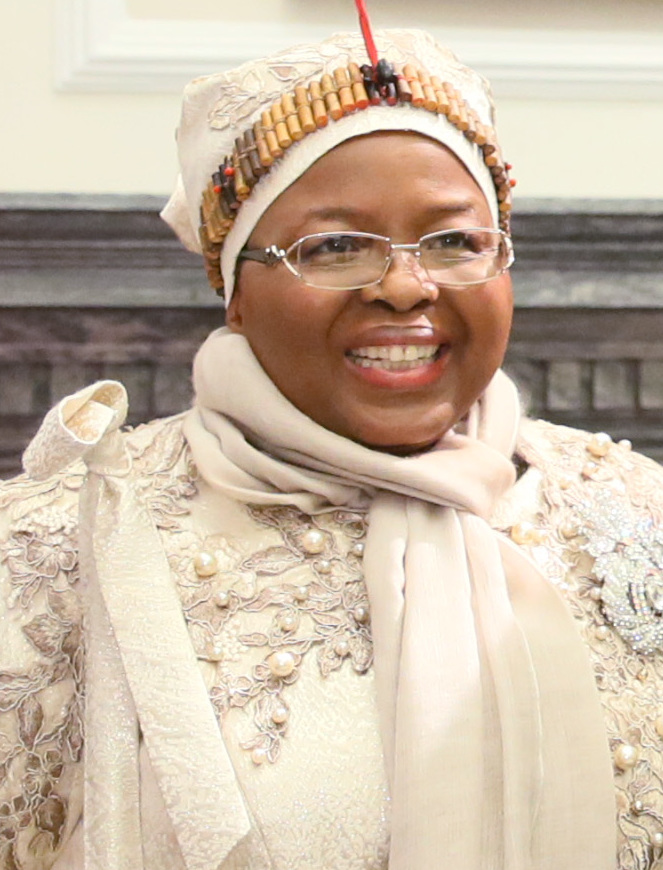
Ntombi (2016).

Ntombi (* um 1950; auch Ntfombi) war von 1983 bis 1986 Regentin von Swasiland, heute Eswatini und ist seither Ndlovukati, was wörtlich mit „große Elefantin“ wiedergegeben werden kann, aber auch einfach mit „Mutter des Königs“ übersetzt wird.

## Leben
Sie wurde als Ntombi laTfwala geboren und war eine der jüngeren der rund 70 Frauen von Sobhuza II., dem am 21. August 1982 verstorbenen König.
Die Regentschaft für den künftigen König übernahm zunächst Dzeliwe, eine weitere Witwe des Königs. Als letztere 1983 unter Hausarrest gestellt wurde, ging die Regentschaft an Prinzessin Sozisa Dlamini über, bevor Ntombi zur Regentin bestimmt wurde.
Im September 1983 wurde ihr noch minderjähriger Sohn und einziges Kind, der spätere König Mswati III., zum Kronprinzen ernannt. Die Zahl der Kinder Sobhuzas wurde auf etwa 210 geschätzt. Die tatsächliche Macht lag bei einem Regentschaftsrat, Liqoqo genannt, bis Ntombi im Oktober 1985 einige Mitglieder dieses Rates entlassen konnte.
Nach Erreichen der Volljährigkeit wurde ihr Sohn am 25. April 1986 König. Formal regieren beide seitdem gemeinsam, wobei der König für die Staatsgeschäfte zuständig ist und seine Mutter eher zeremonielle Aufgaben wahrnimmt. Der Tradition entsprechend trägt sie seitdem den Titel Ndlovukati.